# Kanton Montmort-Lucy
Kanton Montmort-Lucy (fr. Canton de Montmort-Lucy) byl francouzský kanton v departementu Marne v regionu Champagne-Ardenne. Tvořilo ho 22 obcí. Zrušen byl po reformě kantonů 2014.

## Obce kantonu
- Le Baizil
- Bannay
- Baye
- Beaunay
- La Caure
- Chaltrait
- Champaubert
- La Chapelle-sous-Orbais
- Coizard-Joches
- Congy
- Corribert
- Courjeonnet
- Étoges
- Fèrebrianges
- Mareuil-en-Brie
- Margny
- Montmort-Lucy
- Orbais-l'Abbaye
- Suizy-le-Franc
- Talus-Saint-Prix
- La Ville-sous-Orbais
- Villevenard